# Beatrice Fairfax

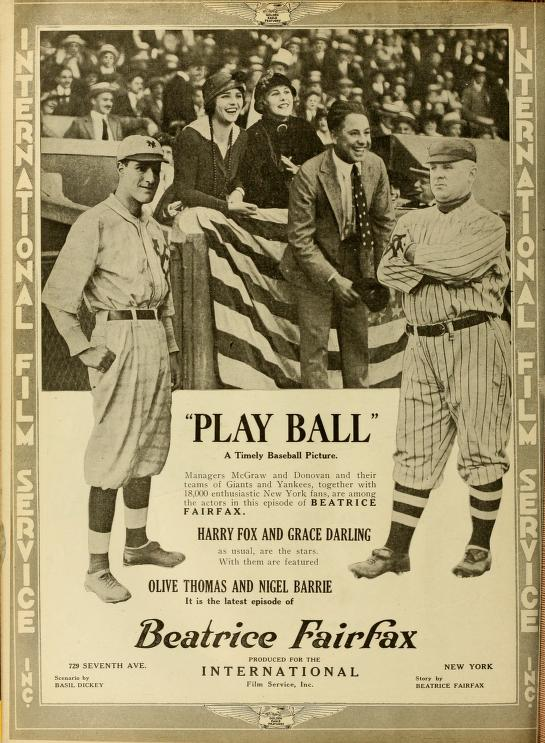
Episodio 10

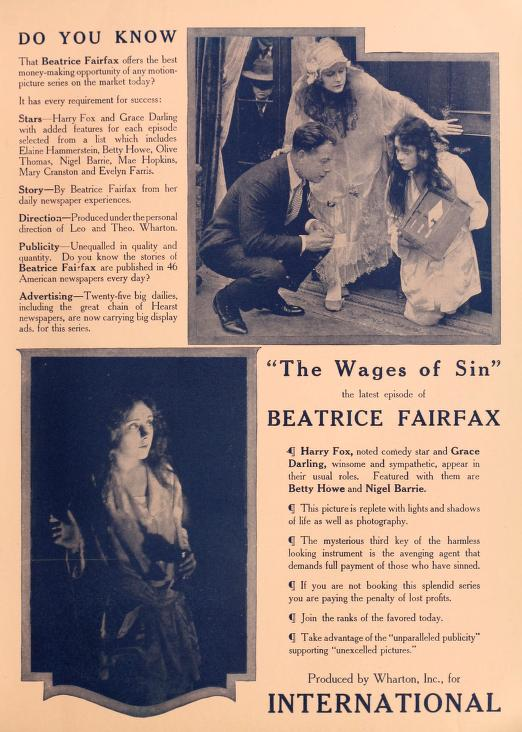
Episodio 11

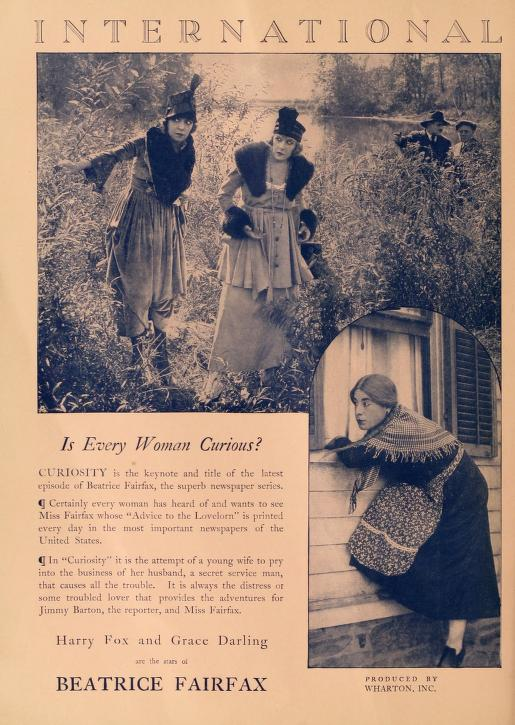
Episodio 12

Beatrice Fairfax è un serial del 1916 diretto e prodotto da Leopold Wharton e Theodore Wharton.
Girato a Ithaca nello stato di New York, il serial racconta in ogni episodio di come la columnist Beatrice Fairfax aiuti i suoi lettori a risolvere i proprî problemi, assistita dal giovane reporter Jimmy Barton.
I due protagonisti sono interpretati da Grace Darling e Harry Fox, quest'ultimo attore di teatro e ballerino di vaudeville, noto soprattutto per aver dato il suo nome al foxtrot.
Il soggetto si ispira alla prima posta dei lettori degli Stati Uniti, una rubrica tenuta dalla giornalista Marie Manning che iniziò il 20 luglio 1898 sotto il titolo di Dear Beatrice Fairfax.
Nel serial appaiono anche altri nomi celebri di Broadway, tra cui quelli di Mae Hopkins e di Olive Thomas, stella di Florenz Ziegfeld e futura diva del cinema, qui al suo debutto sullo schermo.

## Trama

### Episodi
1. Beatrice Fairfax Episode 1: The Missing Watchman
2. Beatrice Fairfax Episode 2: Adventures of the Jealous Wife
3. Beatrice Fairfax Episode 3: Billie's Romance
4. Beatrice Fairfax Episode 4: The Stone God
5. Beatrice Fairfax Episode 5: Mimosa San
6. Beatrice Fairfax Episode 6: The Forbidden Room
7. Beatrice Fairfax Episode 7: A Name for a Baby
8. Beatrice Fairfax Episode 8: At the Ainsley Ball
9. Beatrice Fairfax Episode 9: Outside the Law
10. Beatrice Fairfax Episode 10: Playball
11. Beatrice Fairfax Episode 11: The Wages of Sin
12. Beatrice Fairfax Episode 12: Curiosity
13. Beatrice Fairfax Episode 13: The Ringer
14. Beatrice Fairfax Episode 14: The Hidden Menace
15. Beatrice Fairfax Episode 15: Wristwatches

## Produzione
Il serial fu prodotto dai fratelli Wharton con la loro compagnia di produzione e la International Film Service. Fu girato a Ithaca, nello stato di New York, dove si trovavano gli studi della casa di produzione Wharton.

## Distribuzione
Il film uscì nelle sale statunitensi il 7 agosto 1916, distribuito dalla International Film Service. Copia della pellicola è conservata nella collezione Marion Davies alla biblioteca del Congresso (episodi dal 2 al 15, positivo in 35 mm. Il primo episodio è andato perduto); nel 2004, il serial è stato distribuito in DVD dalla Serial Squadron.

### Date di uscita
IMDb e Silent Era DVD
- USA 7 agosto 1916
- USA 7 agosto 1916
- USA 14 agosto 1916 (Episodio 2)
- USA 21 agosto 1916 (Episodio 3)
- USA 28 agosto 1916 (episodio 4)
- USA 4 settembre 1916 (episodio 5)
- USA 11 settembre 1916 (episodio 6)
- USA 18 settembre 1916 (episodio 7)
- USA 25 settembre 1916 (episodio 8)
- USA 2 ottobre 1916 (episodio 9)
- USA 9 ottobre 1916 (episodio 10)
- USA 16 ottobre 1916 (episodio 11)
- USA 23 ottobre 1916 (episodio 12)
- USA 30 ottobre 1916 (episodio 13)
- USA 6 novembre 1916 (episodio 14)
- USA 13 novembre 1916 (episodio 15)
- USA 2004 DVD

Alias
- Letters to Beatrice USA (titolo alternativo)